# Eva Havelková
Eva Havelková, roz. Linhartová (26. června 1929 Bratislava – 2019) byla sochařka, malířka, medailérka, průmyslová výtvarnice a šperkařka.

## Život
Eva Havelková se narodila v Bratislavě. V letech 1949–1954 studovala v sochařském ateliéru prof. Bedřicha Stefana a ve speciálním ateliéru pro zpracování kovů pod vedením doc. Jana Nušla na Vysoké škole uměleckoprůmyslové v Praze. Od roku 1970 byla spolu se svým mužem Adolfem Havelkou členkou sdružení Medaile ´66. Roku 1972 absolvovala několikaměsíční pobyt v mincovně v Paříži. Od 50. let působila jako externí návrhářka klenotnického ateliéru Ústředí uměleckých řemesel a realizovala i autorské šperky.
Od roku 1960 vystavovala své šperky v zahraničí (Kanada, 1960, 12. trienále Milán, 1960, Latinská Amerika, 1961, Mnichov, 1967, Expo Montreal, 1967) Roku 1966 se zúčastnila výstavy Aktuální tendence českého umění během konání IX. kongresu AICA a v letech 1970–1982 měla tři samostatné výstavy v Praze.. Zúčastňovala se medailérských výstav a sympozií (FIDEM, 1969, Maďarsko, 1975).

## Dílo
Eva Havelková spolupracovala se svým mužem jako sochařka na zakázkách do veřejného prostoru a působila jako medailérka. Její plakety a medaile jsou jednostranné a tematicky se soustřeďují k intimním lidským vztahům. Ve spolupráci s architekty vytvořila reliéfy, dekorativní emblémy a interiérové doplňky, včetně osvětlovadel a svícnů.
Šperky ze stříbra nebo barevných kovů tvoří jen část její tvorby, ale nejsou záležitosí okrajovou a získala za ně několik čestných uznání. Je pro ně charakteristické velkorysé pojetí vycházející z její sochařské tvorby, nekonvenčnost a vtipnost řešení, které vychází vstříc soudobé oděvní tvorbě. Pro autorské šperky používala především bronz a mosaz, někdy s povrchem upraveným chromováním nebo niklováním. Na počátku své šperkařské tvorby byla ovlivněna strukturalismem a postupně dospěla ke konstruktivismu a výtvarnému minimalismu. Její náhrdelníky z kovových trubiček se vyznačují hladkými a čistými formami s dominantním znakem uzlu nebo smyčky. Kruhové a kosočtverečné brože z přelomu 70. a 80. let jsou zdobeny plastickým reliéfem kovu znázorňujícím vodní tok nebo kovovými výčnělky s nepravidelným rastrem obloučků a šikmo seříznutých válečků, které připomínají variabily Radoslava Kratiny.

### Zastoupení ve sbírkách
- Národní galerie Praha
- Slovenská národná galéria, Bratislava
- Royal Coin Cabinet Museum, Stockholm
- Hôtel de la Monnaie, Paříž
- Muzeum sztuki medailierskej, Wroclaw
- Muzeum umění, Budapešť
- Uměleckoprůmyslové muzeum v Praze
- Moravská galerie v Brně[9]
- Muzeum skla a bižuterie v Jablonci nad Nisou
- Galerie výtvarného umění v Chebu
- Kabinet grafiky, Olomouc

### Výstavy

#### Autorské
- 1970 Eva Havelková Linhartová: Šperky, Galerie Karolina, Praha
- 1973 Eva Havelková Linhartová: Šperky, Galerie Karolina, Praha
- 1982 Eva Havelková Linhartová: Šperky, Galerie Karolina, Praha

#### Kolektivní (výběr)
- 1959 IV. přehlídka československého výtvarného umění, Praha
- 1963 Ateliérová bižuterie, Kabinet architektury, Praha
- 1966 Aktuální tendence v československém užitém umění a průmyslovém výtvarnictví, Obecní dům, Praha
- 1967 1. pražský salon, Bruselský pavilon, Praha
- 1968 Kov a šperk, Galerie na Betlémském náměstí, Praha
- 1969 Z přírůstků užitého umění 20. století, Moravská galerie v Brně
- 1969 50 Jahre der Tschechischen angewandten Kunst und industrial design, MAK – Österreichisches Museum für angewandte Kunst / Gegenwartskunst, Vídeň
- 1969 2. pražský salón obrazů, soch a grafik, Dům U Hybernů, Praha
- 1973 La médaille Tchécoslovaque à la monnaie de Paris, Musée de la Monnaie, Paříž
- 1974 Česká soudobá medaile, Galerie Nová síň, Praha
- 1976 Přírůstky do sbírek Galerie výtvarného umění v Chebu z nákupů a jiných zisků za léta 1972/1975, Galerie výtvarného umění, Cheb
- 1978 Soudobý československý šperk, Muzeum skla a bižuterie v Jablonci nad Nisou
- 1979 Přírůstky – výběr z let 1978–1979, Kabinet grafiky, Olomouc
- 1979 Současná česká medaile a plaketa, Galerie U Řečických, Praha
- 1980 Užité umění 70/80. Sklo, kov, textil, nábytek, keramika., Moravská galerie v Brně
- 1983 Československé pamětní mince a medaile 1948–1983, Krajské muzeum východních Čech, Hradec Králové, Okresní muzeum Hrádek, Kutná Hora, Muzeum Cheb
- 1983 Súčasný československý umelecký šperk, Galéria Miloša Alexandra Bazovského v Trenčíne
- 1983 Český šperk 1963–1983, Středočeské muzeum, Roztoky
- 1985 Sto let českého užitého umění: České užité umění 1885–1985 ze sbírek Uměleckoprůmyslového muzea v Praze k stému výročí založení muzea, Uměleckoprůmyslové museum, Praha
- 1985 Současný československý email, Atrium na Žižkově – koncertní a výstavní síň, Praha
- 1985 A mai csehszlovák szobrászat, Műcsarnok (Kunsthalle Budapest), Budapešť
- 1986 Prírastky užitkového umenia a designu v rokoch 1975–1985, Slovenská národná galéria, Bratislava
- 1987 Současná česká medaile a plaketa, Mánes, Praha
- 1987 Česká medaile a plaketa 20. století ze sbírek Národní galerie v Praze, Mánes, Praha
- 1988 Rzeźba czeska i słowacka 1948–1988, Galeria Związku Artystów Rzeźbiarzy, Varšava
- 1988 Praha – Paříž: Umění a umělci na československé a francouzské medaili XX. století, Valdštejnská jízdárna, Praha
- 1989 České sochařství 1948–1988, Krajské vlastivědné muzeum, Olomouc
- 1990 Kov a šperk: Oborová výstava, Galerie Václava Špály, Praha
- 1991 České dějiny na medaili a plaketě, Lobkovický palác na Pražském hradě, Praha
- 1996 Užité umění 60. let, Uměleckoprůmyslové muzeum, Brno
- 2000 I. Salon českých, moravských, slezských malířů a sochařů, Zahrada Čech, Litoměřice
- 2017 Automat na výstavu: Československý pavilon na Expo 67 v Montrealu / The Automatic Exhibition: The Czechoslovak Pavilion at Expo 67 in Montreal, Retromuseum, Cheb
- 2019/2020 Medaile a plakety ze sbírky GAVU Cheb (Výstava k 50. výročí chebské pobočky České numismatické společnosti), Galerie výtvarného umění, Cheb

#### Katalogy
- Eva Havelková Linhartová: Šperky, 1982

#### Souborné publikace (výběr)
- Daniela Kramerová, Terezie Nekvindová (eds.), Automat na výstavu (Československý pavilon na Expo 67 v Montrealu), Akademie výtvarných umění, Praha, GAVU Cheb 2017, ISBN 978-80-87395-31-8
- Iva Knobloch Janáková, Radim Vondráček (eds.), Design v českých zemích 1900–2000, UPM, Acadaemia, Praha 2016, ISBN 978-80-200-2612-5 (Acad.), ISBN 978-80-7101-157-6 (UPM)
- Alena Křížová, Proměny českého šperku na konci 20. století, Academia, Praha 2002, ISBN 80-200-0920-5
- Antonín Dufek a kol., Užité umění 60. let, Moravská galerie v Brně 1996, ISBN 80-7027-053-5
- Jarmila Hásková, České dějiny na medaili a plaketě (Díla ze sbírek Národního muzea v Praze a Unie výtvarných umělců), 1991
- Věra Vokáčová, Kov a šperk: Oborová výstava, Unie výtvarných umělců České republiky 1990
- Michal Soukup, České sochařství 1948/88, Krajské vlastivědné muzeum, Oblastní galerie výtvarného umění v Olomouci 1989, ISBN 80-85037-01-7
- Jiří Kotalík, Maurice Cahart, Praha – Paříž (Umění a umělci na československé a francouzské medaili XX. století), Národní galerie v Praze 1988
- Jan Rous a kol., Sto let českého užitého umění (České užité umění 1885–1985 ze sbírek Uměleckoprůmyslového muzea v Praze k stému výročí založení muzea), 244 s., UPM 1987
- Václav Procházka, Česká medaile a plaketa 20. století ze sbírek Národní galerie v Praze, SČVU 1987
- Václav Procházka, Současná česká medaile a plaketa (Přehlídka prací z let 1979–1986), 144 s., SČVU 1987
- Agáta Žáčková, Ágnes Schrammová, Prírastky užitkového umenia a designu v rokoch 1975–1985, Slovenská národná galéria, Tatran, Bratislava 1986
- Zuzana Bartošová, Václav Procházka, A mai csehszlovák szobrászat, Műcsarnok (Kunsthalle Budapest) 1985, ISBN 963-7161-79-1
- Věra Vokáčová, Současný československý email, Atrium Praha 1985
- Václav Procházka, Medaile a plaketa, Odeon, Praha 1984
- Věra Vokáčová, Marián Kvasnička, Súčasný československý umelecký šperk, Galéria Miloša Alexandra Bazovského v Trenčíne 1983
- Věra Vokáčová, Český šperk 1963–1983, Středočeské muzeum, Roztoky 1983
- Věra Němečková, Jiří Pekárek, Československé pamětní mince a medaile 1948–1983 (Nerealizované návrhy československých pamětních mincí), Muzeum Cheb 1983
- Užité umění 70/80, výstava přírůstků Uměleckoprůmyslového odboru Moravské galerie v Brně, 1980
- Věra Vokáčová, Současný šperk, Odeon, Praha 1979
- Václav Procházka, Současná česká medaile a plaketa, SČVU, 1979
- Věra Vokáčová, Věra Maternová, Soudobý československý šperk, Muzeum skla a bižuterie v Jablonci nad Nisou 1978
- Naděžda Blažíčková Horová, Česká soudobá medaile, SČVU 1974
- Karel Lidický a kol., La médaille Tchécoslovaque à la monnaie de Paris, 315 s., Musée de la Monnaie, Paříž 1973
- Karel Hetteš, Wilhelm Mrazek, 50 Jahre der Tschechischen angewandten Kunst und industrial design (Meilensteine der Entwicklung in den Jahren 1918–1968), MAK – Österreichisches Museum für angewandte Kunst / Gegenwartskunst, Vídeň 1969
- Věra Vokáčová, Kov a šperk, 1968
- Karel Hetteš, Aktuální tendence českého umění / Tendances actuelles de l'art tchèque (Užité umění a průmyslové výtvarnictví / Art appliqué et dessin industriel), AICA, SČVU 1966
- Naděžda Filaretovna Melniková Papoušková, Ateliérová bižuterie, ČFVU 1963
- Václav Formánek, IV. přehlídka československého výtvarného umění, Praha 1959